# 12時開演!
『12時開演!』（じゅうにじかいえん）は、1978年4月3日から同年9月29日までフジテレビ系列局が編成していたフジテレビ製作の日替わりバラエティ番組枠である。編成時間は毎週月 - 金曜 12:00 - 12:30 （日本標準時）。
トーク番組、屋外でのロケ番組、視聴者参加型のゲーム番組とバラエティに富んだ番組群を放送していた。

## 放送番組・出演者一覧

### 月曜
- タイトル：『あなたが主役!』
- 出演者：桂三枝（後の六代桂文枝）、東八郎

### 火曜
- タイトル：『おふたりさん!出番です』
- 出演者：春日三球・照代、出門英

### 水曜
- タイトル：『おしかけ寄席』
- 出演者：青空球児・好児、もっちゃん（着ぐるみマスコットの「オシカケドリ」役で出演）

### 木曜
- タイトル：『買物ゲーム用意ド〜ン!』
- 出演者：近石真介、浮世亭ジョージ、大平シロー

### 金曜前期
- タイトル：『電リク!スター歌謡曲』
- 出演者：宮尾すすむ、岡崎ひとみ

### 金曜後期
- タイトル：『ヒットパンチショー』
- 出演者：井上順

## オープニング
12:00の時報の後、開演ブザー風の「ジーッ」の音と観客風の声による「12時開えーん！」のタイトルコールとともに9面マルチビジョンを模したタイトルカードを映し、カード中央の放送当日の司会者のイラストにズームアップしてスタートしていた。そのタイトルカードは次の通り（例：月曜）。
| 春日三球・照代 | 12時開演！     | 近石真介 ジョージ・シロー          |
| -              | 桂三枝・東八郎 | -                                  |
| 青空球児・好児 | 月曜日         | 宮尾すすむ・岡崎ひとみ （→井上順） |

なお放送曜日ごとに様々なバージョンが用意されていた。
火曜
開演ブザーまでは同じだが、「12時開えーん！」のコールとともに中央の三球・照代のイラストとスタジオ内の三球・照代が交互にフラッシュし、スタジオ内の三球・照代が映し出されたところで、三球・照代が「おふたりさん！出番です」とタイトルコール。
水曜
コールとズームアップまでは同じだが、中央の球児・好児のイラストにズームアップした所でタイトルテロップが被さり、観客風の声で「おしかけ寄席ー！」とタイトルコール。
木曜
この曜日のみ9面マルチビジョンを使用。開演ブザーとともに四隅のイラストが映し出され、「12時開えーん！」のコールとともに近石・ジョージ・シローのイラストが映し出され、ズームアップしていた。
金曜
開演ブザーは無く、（宮尾）「12時」（観客風の声）「開えーん！」のコールとともに開始。しかし、後期の『ヒットパンチショー』では通常バージョンとなっていた。

## ネット局
系列は編成当時のもの。
| 放送対象地域   | 放送局         | 系列                                         | 備考   |
| -------------- | -------------- | -------------------------------------------- | ------ |
| 関東広域圏     | フジテレビ     | フジテレビ系列                               | 製作局 |
| 北海道         | 北海道文化放送 | フジテレビ系列                               |        |
| 宮城県         | 仙台放送       | フジテレビ系列                               |        |
| 秋田県         | 秋田テレビ     | フジテレビ系列                               |        |
| 山形県         | 山形テレビ     | フジテレビ系列                               |        |
| 長野県         | 長野放送       | フジテレビ系列                               |        |
| 静岡県         | テレビ静岡     | フジテレビ系列                               |        |
| 富山県         | 富山テレビ     | フジテレビ系列                               | [ 1 ]  |
| 石川県         | 石川テレビ     | フジテレビ系列                               | [ 1 ]  |
| 福井県         | 福井テレビ     | フジテレビ系列                               | [ 1 ]  |
| 中京広域圏     | 東海テレビ     | フジテレビ系列                               |        |
| 近畿広域圏     | 関西テレビ     | フジテレビ系列                               |        |
| 島根県・鳥取県 | 山陰中央テレビ | フジテレビ系列                               |        |
| 広島県         | テレビ新広島   | フジテレビ系列                               |        |
| 愛媛県         | テレビ愛媛     | フジテレビ系列                               |        |
| 福岡県         | テレビ西日本   | フジテレビ系列                               |        |
| 佐賀県         | サガテレビ     | フジテレビ系列                               |        |
| 熊本県         | テレビ熊本     | フジテレビ系列 日本テレビ系列 テレビ朝日系列 |        |
| 宮崎県         | テレビ宮崎     | フジテレビ系列 日本テレビ系列 テレビ朝日系列 |        |
| 鹿児島県       | 鹿児島テレビ   | フジテレビ系列 日本テレビ系列 テレビ朝日系列 |        |
| 沖縄県         | 沖縄テレビ     | フジテレビ系列                               |        |